# Festival international du film de Moscou 2001
Le 23e festival international du film de Moscou a lieu du 19 au 30 juin 2001. Le St. George d'or est attribué au film américain Danny Balint réalisé par Henry Bean.

## Jury
- Margarethe von Trotta (Allemagne – présidente du jury)
- Jiang Wen (Chine)
- Bohdan Stoupka (Ukraine)
- Moritz de Hadeln (Allemagne)
- Ingeborga Dapkūnaitė (Lituanie)
- Igor Maslennikov (France)
- Geoffrey Gilmore (États-Unis)

## Films en compétition
Les films suivants sont sélectionnés pour la compétition principale :
| Titre en anglais ou en français | Titre original      | Réalisateur(s)       | Pays d'origine                     |
| ------------------------------- | ------------------- | -------------------- | ---------------------------------- |
| Danny Balint                    | The Believer        | Henry Bean           | États-Unis                         |
| Concurrence déloyale            | Concorrenza sleale  | Ettore Scola         | Italie, France                     |
| Keep Away from the Window       | Daleko od okna      | Jan Jakub Kolski     | Pologne                            |
| Detector                        | Detektor            | Pål Jackman          | Norvège                            |
| Inheritance                     | Herencia            | Paula Hernández      | Argentine                          |
| Love Story by Tea               | Love Story by Tea   | Jin chen             | Chine                              |
| Mademoiselle                    | Mademoiselle        | Philippe Lioret      | France                             |
| My Sweet                        | Mi dulce            | Jesús Mora           | Espagne, Italie                    |
| Victims and Murderers           | Oběti a vrazi       | Andrea Sedláčková    | République tchèque, France, Suisse |
| The Quickie                     | The Quickie         | Sergei Bodrov        | Allemagne                          |
| Real Fiction                    | Shilje sanghwangg   | Kim Ki-duk           | Corée du Sud                       |
| Blind Guys                      | Vakvagányok         | Péter Tímár          | Hongrie                            |
| Wings of Glass                  | Vingar av glas      | Reza Bagher          | Suède                              |
| Wild Mussels                    | Wilde Mossels       | Erik de Bruyn        | Pays-Bas                           |
| Peony Pavilion                  | Youyuan jingmeng    | Yonfan               | Hong Kong                          |
| Under the Skin of the City      | Zir-e poost-e shahr | Rakhshan Bani-Etemad | Iran                               |

## Prix
- St. George d'or : Danny Balint de Henry Bean
- St.George d'or spécial : Under the Skin of the City de Rakhshan Bani-Etemad
- St. George d'argent :
  - Meilleur réalisateur : Ettore Scola pour Concurrence déloyale
  - Meilleur acteur : Vladimir Machkov pour The Quickie
  - Meilleure actrice : Rie Miyazawa pour Peony Pavilion
- St. George d'argent spécial : Edouard Artemiev, compositeur
- Prix Stanislavski : Jack Nicholson
- Prix FIPRESCI: Blind Guys de Péter Tímár

## Source de la traduction
- (en) Cet article est partiellement ou en totalité issu de l’article de Wikipédia en anglais intitulé « 23rd Moscow International Film Festival » (voir la liste des auteurs).